# Rebel (série télévisée, 2021)
Pour les articles homonymes, voir Rebel.
Rebel est une série télévisée américaine de comédie dramatique juridique américaine inspirée de la vie d'Erin Brockovich, créée par Krista Vernoff pour ABC. En mai 2021, la série est arrêtée après une saison.
Aux États-Unis, elle est diffusée sur la chaîne ABC du 8 avril 2021 au 10 juin 2021. La série est disponible sur Disney+ depuis le mois d'août 2021[réf. nécessaire]. Au Québec, elle est diffusée depuis le 11 avril 2022 sur Vrak et sur Noovo à partir du 15 mai 2024..

## Synopsis
Elle est inspirée de la vie d'Erin Brockovich, créée par Krista Vernoff, avec Katey Sagal et Andy García. Elle raconte les combats que mènent Annie "Rebel" Bello contre les multinationales (comme l'avait fait Erin Brockovich) et des personnes dans le besoin, aidée d'un cabinet d'avocats et de ses proches.

## Distribution
- Katey Sagal (VF : Juliette Degenne) : Annie "Rebel" Bello
- John Corbett (VF : Jean-Philippe Puymartin) : Grady Bello
- Lex Scott Davis (VF : Corinne Wellong) : Cassidy
- Tamala Jones (VF : Maïk Darah) : Lana
- James Lesure : Benji
- Kevin Zegers (VF : Julien Allouf) : Nate
- Sam Palladio (VF : Stanislas Forlani) : Luke
- Ariela Barer (VF : Camille Timmerman) : Ziggy
- Andy García (VF : Bernard Gabay) : Julian Cruz
- Abigail Spencer (VF : Audrey Sourdive) : Misha

 Source et légende : version française (VF) sur RS Doublage

## Production
Le 31 octobre 2019, la série a reçu un engagement d'ABC et le 23 janvier 2020, le feu vert pour le tournage d'un pilote. Le pilote a été écrit par Krista Vernoff qui sera productrice exécutive de la série avec Erin Brockovich notamment. La série est produite par Davis Entertainment, ABC Signature et Sony Pictures Télévision.

## Épisodes
1. Pilot
2. Patient X
3. Superhero
4. The Right Thing
5. Heart Burned
6. Just Because You're Paranoid
7. Race
8. It's All About the Chemistry
9. Trial Day
10. 36 Hours